# 580 v.Chr.
Het jaar 580 v.Chr. is een jaartal volgens de christelijke jaartelling.

## Gebeurtenissen

### Griekenland
- In Athene ontstaat onrust; Damasias wordt tijdens zijn tweede ambtstermijn verdreven en het archontschap wordt verdeeld.

### Italië
- Er breekt een conflict uit tussen Segesta en Selinunte (Sicilië). De steden trachten een haven aan de Tyrreense Zee te vestigen.